# Amischa parviceps
Amischa parviceps är en skalbaggsart som först beskrevs av Thomas Casey 1893.  Amischa parviceps ingår i släktet Amischa och familjen kortvingar. Inga underarter finns listade i Catalogue of Life.